# ريتشارد دادي أووبوكيري
ريتشارد دادي أووبوكيري (بالفرنسية: Richard Daddy Owubokiri) المعروف باسم ريكي (بالفرنسية: Ricky) (ولد في 16 يوليو 1961 في بورت هاركورت) هو لاعب كرة قدم نيجيري متقاعد لعب كمهاجم.

## المسيرة الرياضية
بعد بداية مسيرته الرياضية في بلده الأم نيجيريا لعب ريكي أربعة مواسم في البرازيل حيث لعب لأمريكا وفيتوريا وهو ناد سيعود إليه في عام 1994 في الدوري البرازيلي الدرجة الأولى كما قضى فترة في فرنسا مع ستاد لافال وميتز.
انتقل ريكي إلى البرتغال للعب في صفوف بنفيكا في ديسمبر 1988 ولكن بدا نادرا جدا مع الفريق لموسم 1988-89. انتقل إلى إستريلا دا أمادورا حيث لعب له من 1989 إلى 1991 وفاز معه بكأس البرتغال عام 1990. ثم انتقل إلى الشمال إلى بوافيشتا في عام 1991. كان تأثيره فورياً حيث ساعد الفريق على احتلال المركز الثالث في موسمه الأول بالإضافة إلى الحصول على كأس البرتغال حيث سجل اللاعب 30 مرة في الدوري البرتغالي الممتاز وهو أفضل هداف.
تقاعد ريكي في عام 1997 عن عمر يناهز 36 عاما بعد عام من اللعب مع بيلينينسش البرتغالي والعربي القطري والهلال السعودي.
لعب 23 مباراة دولية مع نيجيريا وسجل هدفا واحدا. تم اختياره للمشاركة في كأس الأمم الأفريقية لكرة القدم 1982 في ليبيا لكنه غاب عن كأس العالم لكرة القدم 1994 في الولايات المتحدة.

## إحصائيات المسيرة الرياضية

### الأهداف الدولية
| 1.                     | 10 أكتوبر 1992 | ملعب سورولير، لاغوس، نيجيريا | جنوب إفريقيا | 4–0 | الفوز | تصفيات كأس العالم لكرة القدم 1994 – أفريقيا المرحلة الأولى |
| صحيح حسب 13 يناير 2017 |                |                              |              |     |       |                                                            |